# Sergio Rendine
Sergio Rendine (né le 7 septembre 1954 à Naples (Campanie) et mort le 21 avril 2023 à Pescara (Abruzzes)) est un compositeur italien d'opéras, de symphonies, de ballets et de musique de chambre.

## Biographie
Sergio Rendine est diplômé en composition (conservatoire Sainte-Cécile de Rome, classe de Domenico Guàccero) et en Musique chorale et Direction de chœur (Conservatoire Rossini de Pesaro, Classe de Giuseppe Agostini). Professeur au Conservatoire de L'Aquila, il est considéré comme étant l’un des plus importants compositeurs de notre époque.
Son Opéra Alice (commande de la RAI, RadioUno et RadioTre) a obtenu le Prix “Ondas” à Barcelone en 1987-1988 et le Prix spécial de la Critique au « Prix Italia ». Rendine a été choisi par la Présidence du prix Nobel de la paix pour composer, avec Yoritsune Matsudaira, Gian Carlo Menotti, Krzysztof Penderecki et Alfred Schnittke, la World Mass for Peace (Messe mondiale pour la paix) exécutée à Oslo le 11 décembre 1995 à l’occasion de la remise du Prix Nobel.

## Compositions
Sergio Rendine a composé, entre autres :
- La « Messe de béatification en l’honneur de Padre Pio de Pietrelcina” exécutée à la salle Nervi du Vatican, commandée par celui-ci pour la messe officielle de béatification ;
- « Passio e Resurrectio”, Cantate pour solistes, chœur et orchestre pour le vendredi saint du “Grande Giubileo 2000” (Grand Jubilé 2000);
- « Romanza – Una Favola Romana », (Romance – Une fable romaine) opéra en trois actes (commande de l’Opéra de Rome) ;
- « De Profondis, Secretum Teophili » cantate scénique en un acte (commande de l’Opéra de Rome) ;
- « Canto della Notte » (Chant de la Nuit) pour Chœur de Voix féminines et instruments à vent (commande de la Fondation des Arènes de Vérone) ;
- « Symphonie n° 1 » (commande de l’Orchestre symphonique de Sanremo) ;
- « Symphonie n° 2 "Andorrana" » (commande du gouvernement de la République d’Andorre)[5] ;

En 2009 : l’État du Vatican, dans le cadre du Festival de Pâques, lui commande spécialement, pour juin 2009, une cantate sur la figure de saint Paul destinée à être l’œuvre unique au programme des célébrations de l’Année pauline et destinée à être retransmise en Mondovision. Toujours en 2009, Le Gouvernement d’Andorre et le Théâtre du Liceu de Barcelone lui commissionnent l’opéra en trois actes Il Sogno di Carlo Magno (« Le Songe de Charlemagne »), premier opéra en langue catalane. 
En 2010, il écrit un Double concerto pour violon, violoncelle et orchestre pour l’ONCA, et un Concerto pour violoncelle et orchestre pour E. DINDO et l’Orchestre symphonique de Sanremo.
Sergio Rendine a été membre du conseil d’administration de l’Académie Sainte-Cécile de Rome de 1994 à 1999, commissaire de la S.I.A.E. pour la section lyrique de 1995 à 2000, directeur artistique du Théâtre Marrucino de Chieti (Teatro Lirico d’Abruzzo, Théâtre de tradition) de 1997 à 2007.
La majeure partie de ses œuvres sont publiées chez Ricordi & Cie (Milan), Edipan (Rome) et par B&W Italie (Bideri & Warner).

## Interprètes notables des œuvres
- « Alleluia », Messa per la Pace, Concert du Prix Nobel de la paix, Oslo 1995 : Vladimir Ashkenazi (chef d'orchestre) et Milva (soliste vocal)
- World premiere of Messa de beatificatione in onore di Padre Pio da Pietrelcina, 1999 : José Carreras (ténor solo)
- World premiere of Romanza, una favola romana, 2002 : Will Humburg (chef d'orchestre), Amii Stewart (Maria) et Vittorio Grigolo (Aniel)
- World premiere of Orlando (ballet), 1997 : Carla Fracci (Orlando)
- World premiere of Alice (ballet), 1988 : Lindsay Kemp (chorégraphe et danseur)[4]
- World premiere of Un segreto d'importanza[6]. 1992 : Gianluigi Gelmetti (chef d'orchestre)
- Cadens revixit – Vita nuova di Paolo di Tarso, oratorio sur un livret de Roberto Mussapi, première en 2009 à la San Paolo fuori le Mura à Rome[7].
- Gala concert pour le 50ème anniversaire de Sergio Rendine, 2004 : Michele Campanella (pianiste) et Katia Ricciarelli (soprano)
- World premiere of Ludwig, 2004 : Daniele Gatti (chef d'orchestre)

## Interprètes
Parmi ses interprètes : Salvatore Accardo, Vladimir Ashkenazy, Michele Campanella, José Carreras, Gérard Clarette, Marzio Conti, Claudio Desderi, Carla Fracci, Cecilia Gasdia, Daniele Gatti, Gianluigi Gelmetti, Micha Van Hoeck, Will Humburg, Lindsay Kemp, Steven Mercurio, Katia Ricciarelli, Milva, Amy Stewart, etc.